# Hôtel Coindon
L'hôtel Coindon est un monument situé dans la commune française du Mans dans le département de la Sarthe et la région Pays de la Loire.

## Historique
Charles-Dominique Cureau finance la construction de l'édifice qui fut bâti en 1745. Les sols (plancher Versailles), les boiseries, les plafonds à solives, les lambris, les trumeaux et les cheminées du XVIIIe siècle ornent le monument.
L’hôtel est inscrit au titre des monuments historiques par arrêté du 21 juillet 1994.

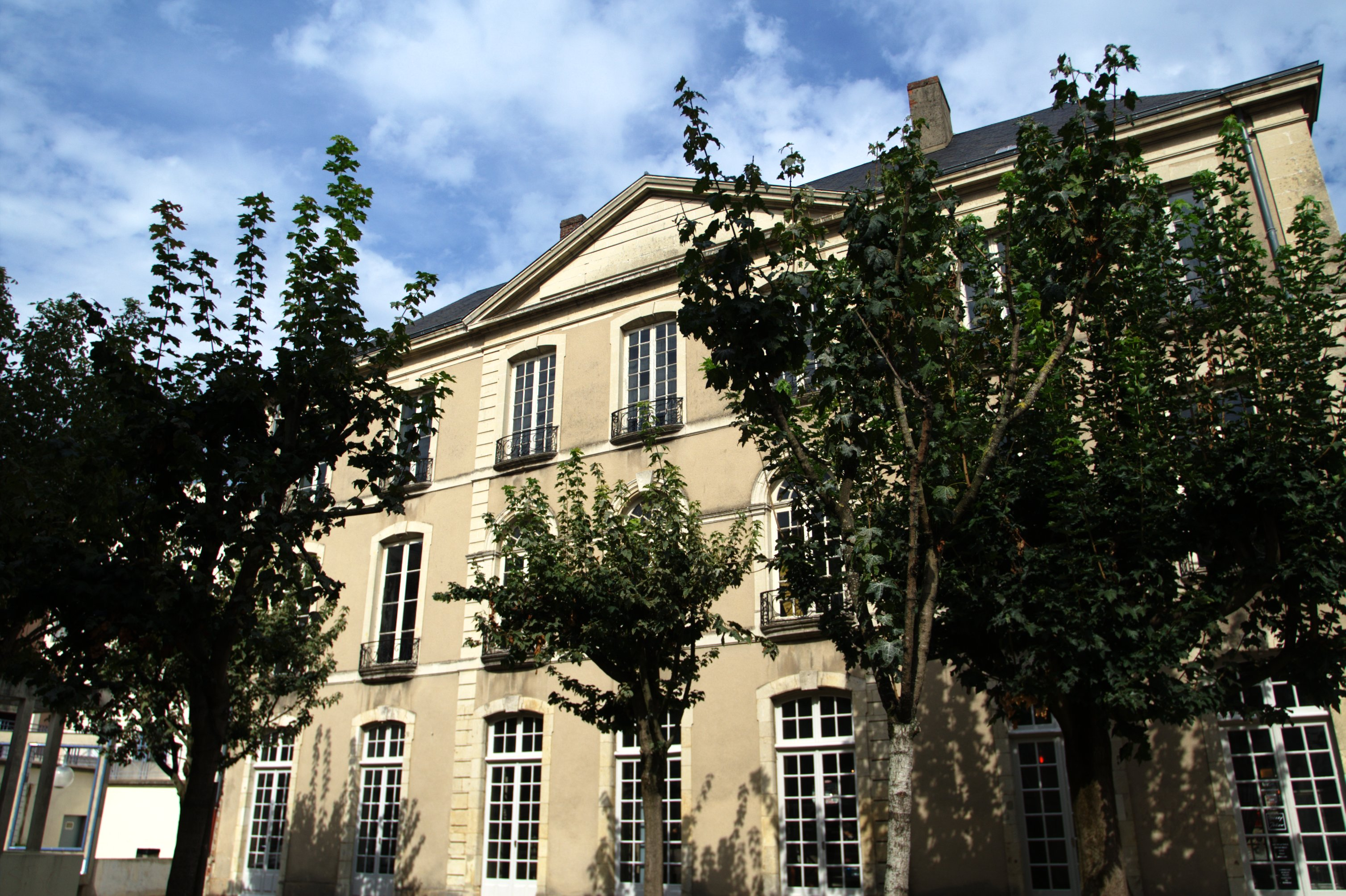
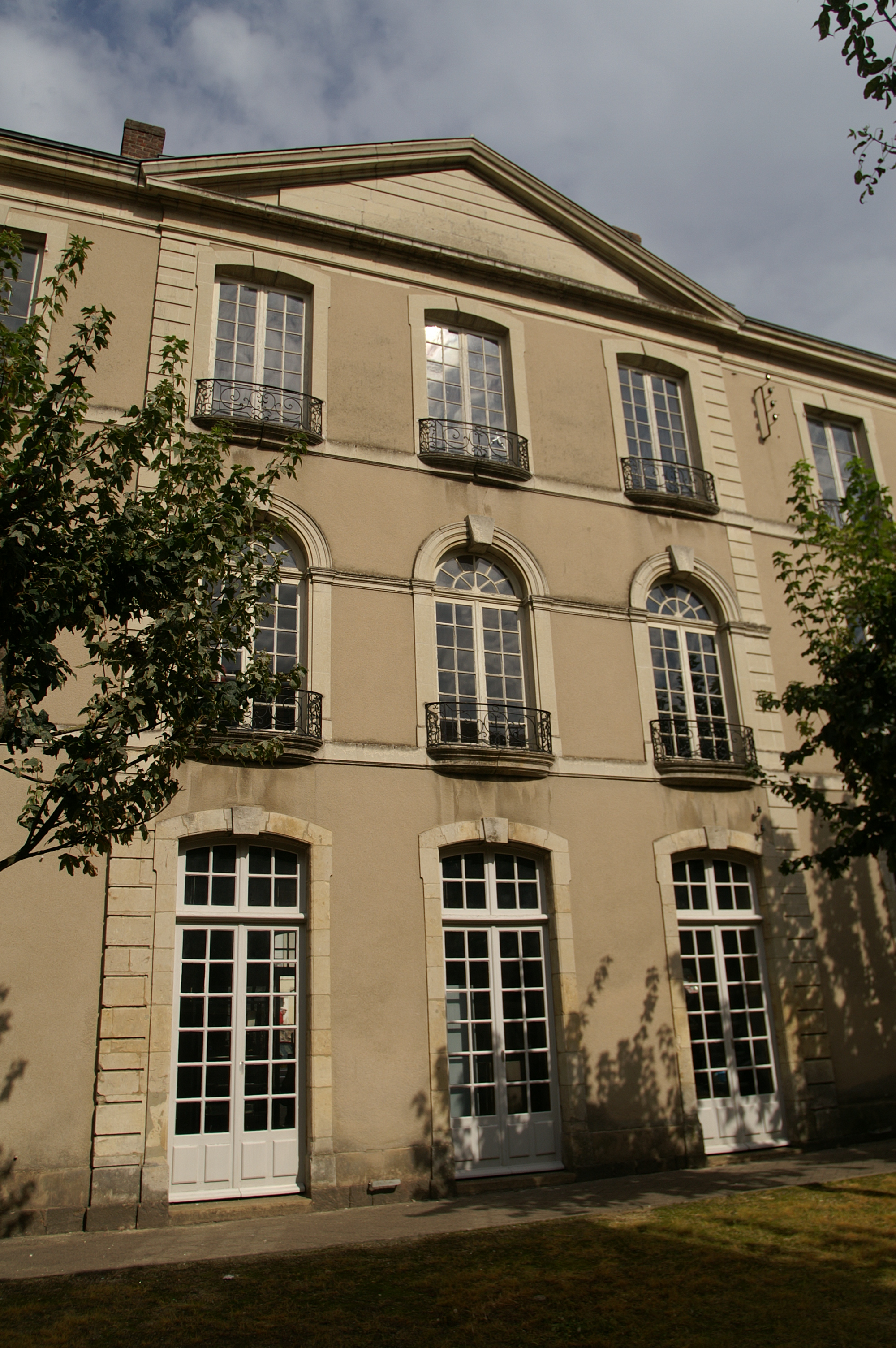